# Elecciones en Estados Unidos en 2018

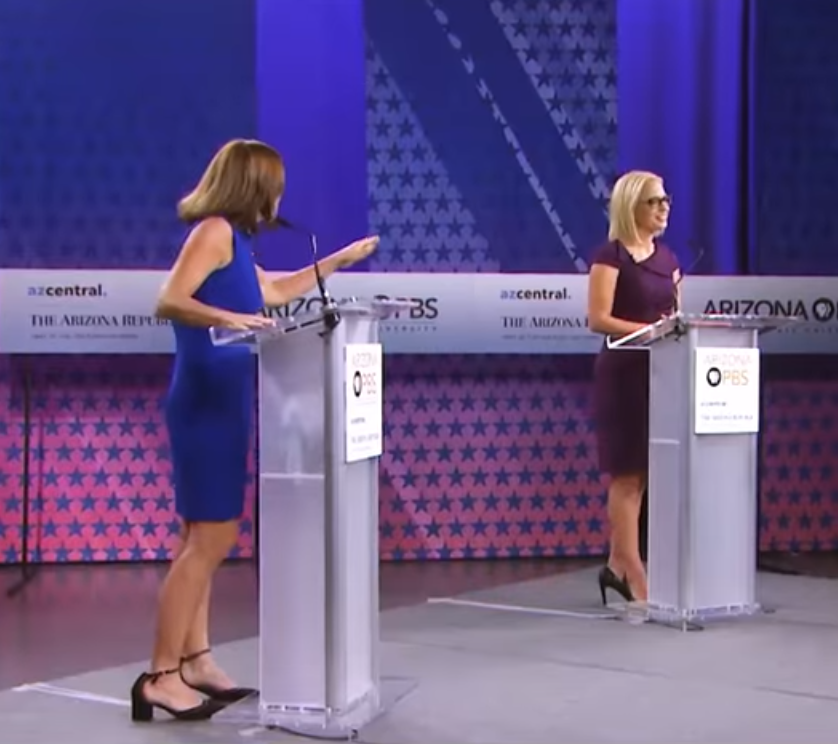
Martha McSally y Kyrsten Sinema durante un debate de la elección para Senado por Arizona.

Las elecciones en Estados Unidos en 2018 fueron realizadas el día 6 de noviembre en los 50 estados y en 3 territorios norteamericanos, además de la capital federal Washington D.C.. Estas elecciones de medio de mandato ocurrieron en la mitad del primer mandato del presidente republicano Donald Trump. Todos los 435 asientos en la Cámara de Representantes y 35 de las 100 vacantes en el Senado estaban en juego, además de los gobiernos de 39 estados y territorios, así como incontables otras elecciones estatales y locales.
Las elecciones resultaron en la victoria del Partido Demócrata en la disputa por la Cámara de los Representantes, marcando la primera vez en ocho años que los demócratas formaron mayoría en la cámara baja del congreso norteamericano. El partido de oposición a Trump ganó 41 asientos, llegando a 235 representantes, registrando su mejor resultado desde las elecciones de 1974, ocurrida en medio del descontento de la población en virtud del escándalo de Watergate.
En el Senado, el Partido Republicano aumentó su mayoría, marcando la primera vez desde 2002 que el partido del presidente accede a una bancada mayor en el Senado en una elección de medio de mandato. Los republicanos derrotaron senadores demócratas en Florida, Dakota del Norte, Misuri e Indiana, mientras que los demócratas ganaron asientos en Nevada y Arizona.
De las 99 cámaras legislativas estatales, 87 fueron renovadas, representando 6.069 de los 7.383 asientos legislativos del país (82%). En algunas cámaras legislativas, todos los mandatos fueron renovados; algunas cámaras con mandatos escalonados realizaron elecciones solo para una parte de los asientos del legislativo.
Los demócratas alcanzaron ganancias significativas en las elecciones estatales, retomando los gobiernos de Kansas, Míchigan, Maine, Wisconsin, Nevada, Nuevo México e Illinois. Las elecciones legislativas estatales también resultaron en una ganancia líquida de más de 350 vacantes para los demócratas. De modo general, las elecciones de 2018 tuvieron participación récord, con al menos 101 millones de votos siendo contabilizados en la disputa por la Cámara de Representantes.

## Contexto y campaña

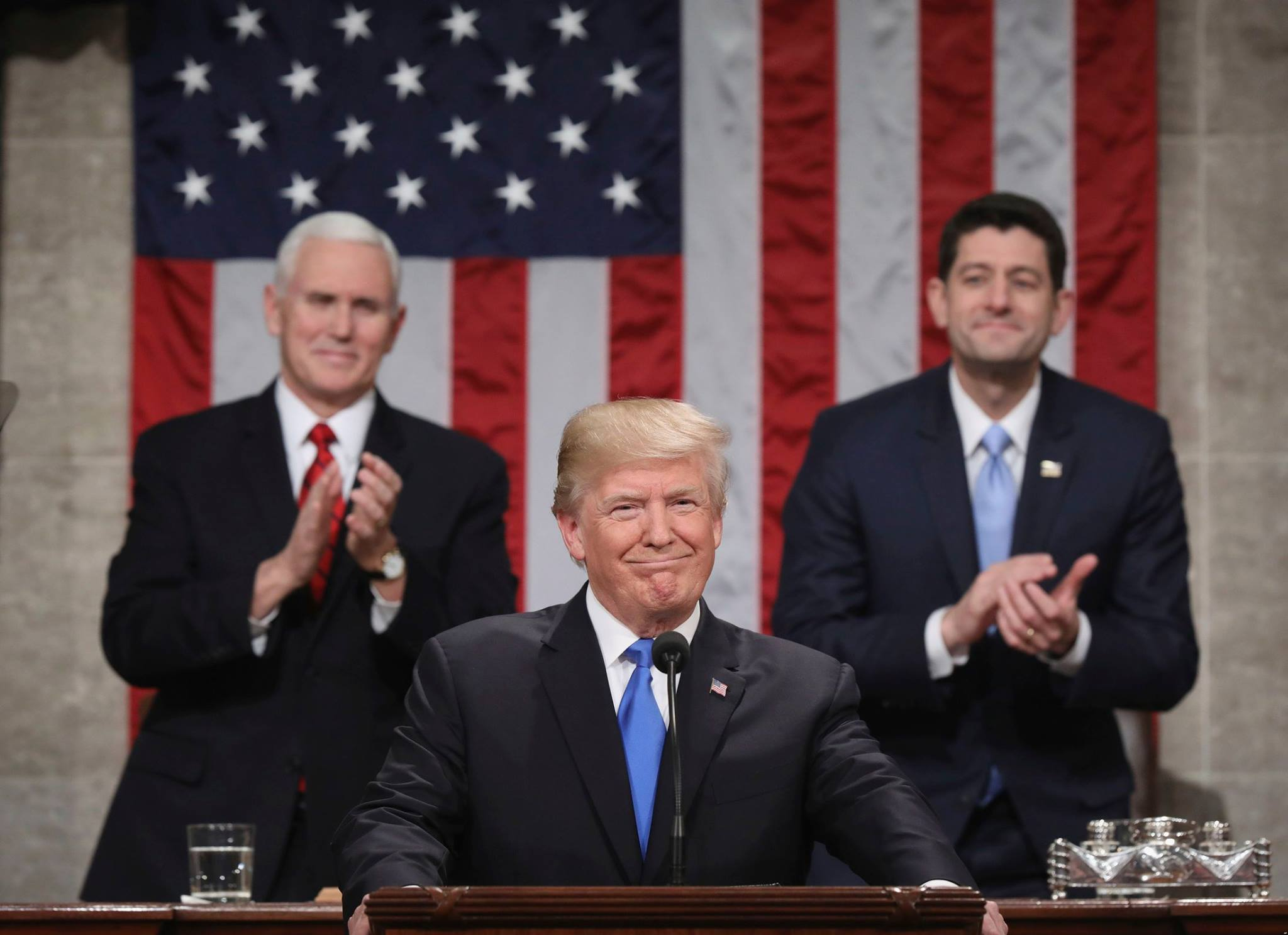
El vicepresidente Mike Pence y el presidente de la Cámara de Representantes Paul Ryan, detrás del presidente Donald Trump durante el Discurso sobre el Estado de la Unión, en enero de 2018.

Las elecciones de 2018 fueron las primeras desde la toma de posesión de Donald Trump como presidente, en enero de 2017, tras derrotar a Hillary Clinton en la elección presidencial de 2016, un resultado considerado "sorprendente" por muchos analistas. Las elecciones de medio de mandato, tradicionalmente desfavorables al partido del presidente en ejercicio, ocurrieron con la aprobación de Trump marcando cerca de 40%, contra más del 50% de desaprobación. Como el Partido Republicano ejercía el poder ejecutivo y el legislativo del gobierno federal desde 2017, las elecciones de 2018 eran una oportunidad para el Partido Demócrata de limitar la agenda de la administración Trump e imponer la suya propia.
Las elecciones de 2018 tuvieron un abanico más vasto y un mayor número de propagandas electorales en relación con elecciones de medio de mandato anteriores. Casi la mitad de todas las propagandas de los demócratas se concentraron en la salud, en particular en la defensa del Affordable Care Act, popularmente conocido como Obamacare, y en el mantenimiento de las protecciones para personas con enfermedades preexistentes. Casi un tercio de las propagandas de los republicanos se concentraba en los impuestos, en particular en el Tax Cuts and Jobs Act of 2017, una legislación que disminuyó impuestos. En consonancia con un informe de la CNN, "hasta ahora, en las elecciones para la Cámara, Senado y gobiernos provinciales de este año, se gastaron más de 124 millones de dólares en más de 280 mil propagandas en televisión relacionadas con la inmigración. Eso es más de cinco veces el valor gastado durante las elecciones de medio de mandato de 2014, cuando cerca de 23 millones de dólares fueron gastos en menos de 44.000 propagandas."

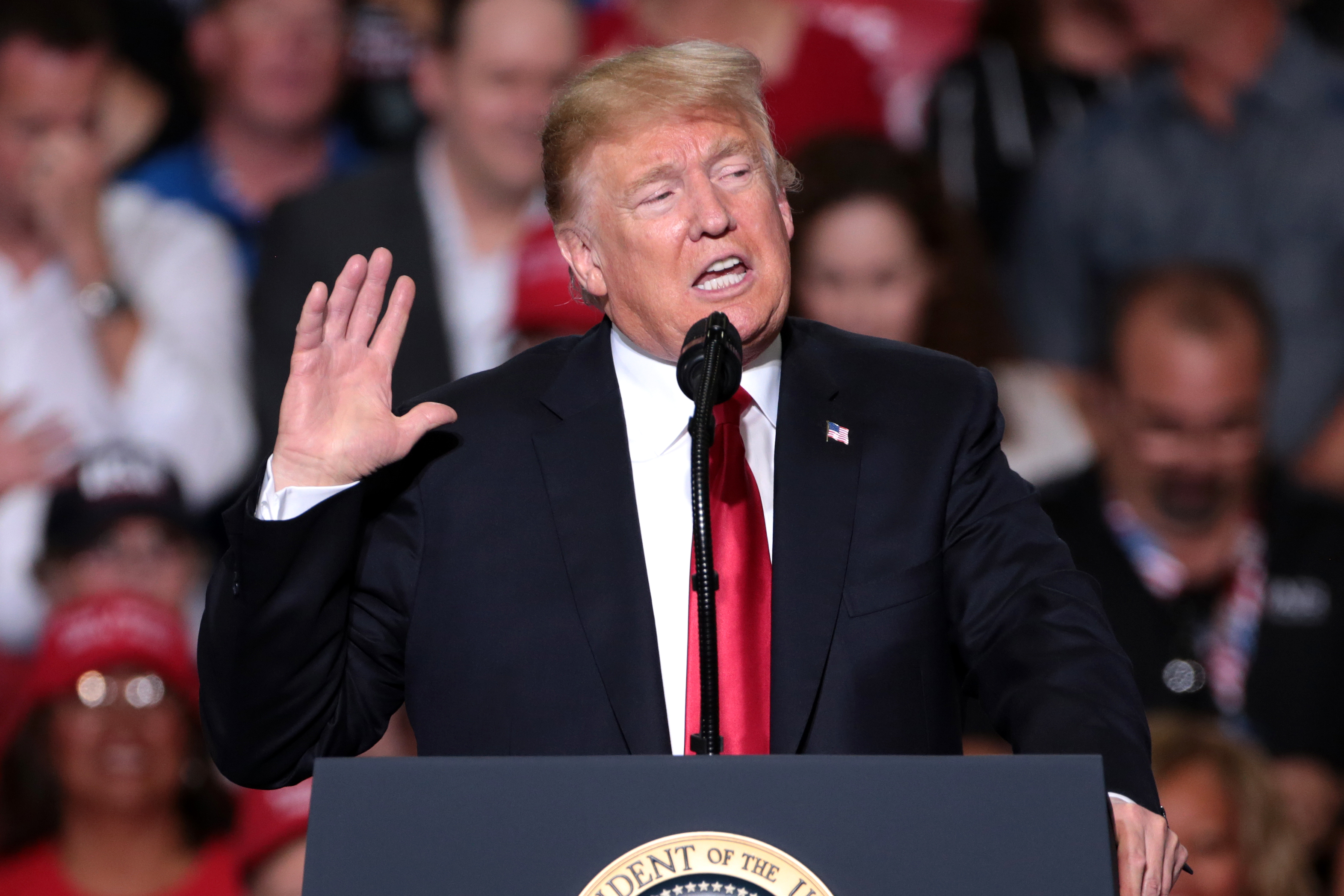
Trump hablando en un evento de campaña en Arizona, en octubre de 2018.

Desde mayo de 2018, Trump redobló su esfuerzo para revertir el patrón histórico en que la oposición norteamericana recupera espacio en el congreso durante las elecciones de medio de mandato, siendo "prioridad máxima para Casa Blanca mantener la mayoría republicana en el Senado. Por esa época, Trump ya estaba realizando eventos de campaña para su propia candidatura a la reelección en 2020, anunciada el día de su posesión. En el transcurrir de la campaña en 2018, Trump enfocó en los buenos resultados de la economía, en su propuesta para construir un muro en toda la frontera con México, la defensa de la guerra comercial con China y los ataques a la prensa.
Dado el escenario difícil para los demócratas en la disputa por el Senado, el partido priorizó reconquistar la Cámara de Representantes. Buena parte de los distritos obtenidos por los demócratas que estaban en poder de los republicanos estaban localizados en los suburbios, donde la aprobación de Trump permanecía baja.

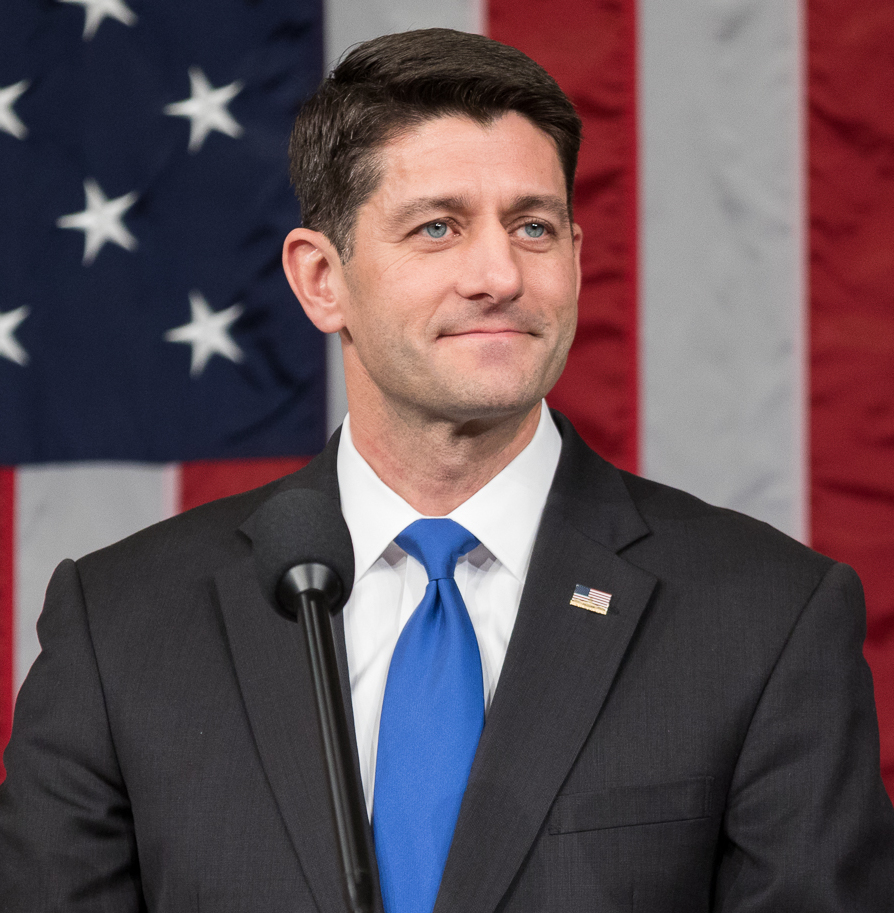
Speaker y representante Republicano desde 1999, Paul Ryan (en la foto) decidió no concursar a la reelección en 2018.

En virtud de la primera cláusula de la Sección II del Artículo I de la Constitución de los Estados Unidos, los 435 escaños de la Cámara de Representantes se mantuvieron en juego durante las elecciones. Según la Comisión Federal de Elecciones, un 79 % de las personas que ganaron las elecciones eran miembros de la cámara en ejercicio, mientras que el 20 % restante, eran individuos electos. A raíz de unas denuncias de fraude en las elecciones del 9.º distrito congresional de Carolina del Norte, el escaño de esta circunscripción quedó vacante y por lo tanto se realizaron unas elecciones especiales en septiembre del año 2019, resultando electo el republicano, Dan Bishop.
Además de eso, fueron realizadas elecciones para la elección de delegados sin derecho a voto para el Distrito de Columbia y los territorios norteamericanos, con la salvedad del comisario residente de Puerto Rico, cuyo mandato es de cuatro años.

### Senado
Los republicanos, ganaron 2 escaños en el Senado y por lo tanto, aumentaron su mayoría a 53, dándoles una amplia ventaja en la cámara alta. En cambio, los demócratas perdieron 2, ensanchando el margen de diferencia. Los independientes, Bernie Sanders, de Vermont y Angus King, de Maine, ganaron la elección y como votan junto a los demócratas, la mayoría aumentó a 47.
| 53          | 45        | 2   |
| Republicano | Demócrata | Ind |

El número de congresistas republicanos que decidieron no concursar a la reelección o incluso que renunciarían a sus asientos antes del término de la sesión legislativa fue mayor del que cualquier año desde 2006, cuando los republicanos perdieron el control de la Cámara. La mayoría de estos congresistas tenían perspectivas difíciles si fueran candidatos en 2018. Entre los demócratas, el número de representantes que estaban dejando sus cargos seguía los patrones anteriores. El número desproporcional de jubilaciones republicanas puede haber perjudicado las perspectivas del partido, debido a la pérdida de la ventaja que los ocupantes de los cargos acostumbran tener.
Un tercio de los escaños (33) del Senado de Estados Unidos fue disputada, además de dos en elecciones especiales. De estas, 24 eran ocupadas por demócratas, nueve por republicanos (tres de los cuales decidieron no concursar a la reelección) y dos independientes, que acostumbran integrar el caucus demócrata. En consonancia con el Five ThirtyEight, en 2018 los demócratas enfrentaron el mapa para Senado más desfavorable que cualquier partido ya enfrentó en cualquier elección. De los 24 senadores demócratas candidatos a la reelección, diez eran de estados donde Trump ganó en 2016, mientras uno era de un estado donde ganó Hillary. En Virgínia Occidental, el senador demócrata Joe Manchin concursó a la reelección en un estado que Trump venció por 68-26%, a la vez que Heidi Heitkamp, demócrata de Dakota del Norte, defendió su mandato en un estado que también dio la Trump más del 60% de los votos.
Entre las disputas para el Senado, el republicano Mitt Romney, candidato a la presidencia en 2012, concursó en Utah, la senadora en ejercicio más anciana (85 años) Dianne Feinstein concursó a la reelección en California y en Tejas la elección entre Beto El'Rourke y Ted Cruz fue excepcionalmente cerrada, en contraste con las otras elecciones recientes en el estado en que los republicanos vencieron fácilmente.

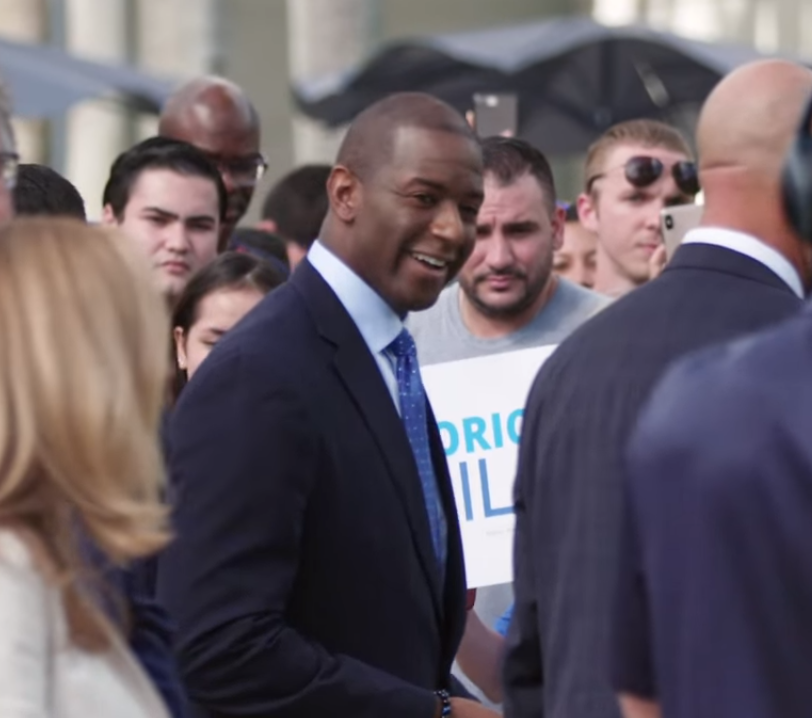
Andrew Gillum (en la foto, al centro) fue el candidato demócrata al gobierno de Florida.

Fueron realizadas elecciones para los gobiernos de 36 estados de Estados Unidos y tres territorios norteamericanos, así como para alcalde del distrito de Columbia. Las constituciones de muchos de estos estados preveían límites de mandato, impidiendo que el ocupante del ejecutivo permaneciera en el cargo por varios años. Dos gobernadores demócratas no podían concursar a la reelección, mientras seis eran elegibles. Entre los republicanos, doce eran elegibles y once inelegibles. Un gobernador independiente era elegible.

### Cámara de Representantes
En la Cámara de los Representantes, los demócratas ganaron la mayoría por primera vez desde las elecciones de 2010. El Partido Demócrata ganó por lo menos 30 distritos antes representados por republicanos. Las mayores ganancias para el partido ocurrieron en los estados de California (+3), Nueva York (+3), Nueva Jersey (+3), Pensilvania (+3), Virginia (+3), Florida (+2), Illinois (+2), Iowa (+2) y Tejas (+2).
| 235       | 199         |
| Demócrata | Republicano |

### Estrategia republicana
En octubre de 2018, The New York Equipos y The Washington Post informaron que el foco principal de los mensajes republicanos era infundir el miedo en relación la inmigración y la raza. El periódico canadiense Toronto Star relató que, cuando las elecciones de medio de mandato se aproximaron, Trump recurrió a "una nevasca de miedo y mentiras, muchas de ellas sobre extranjeros de piel más oscura." En otra estrategia republicana, candidatos del partido vulnerables que votaron a favor del proyecto rechazado que habría revocado y sustituido el Obamacare buscaron defender sus votos con lo que la CNN describió como "falsedades y ofuscaciones." Varios desales candidatos republicanos afirmaron apoyar las disposiciones del Obamacare, como protecciones para condiciones preexistentes, aunque hayan votado por esfuerzos que las enflaquecieron o las eliminaron.

### Estrategia demócrata
Tras los resultados frustrantes de las elecciones de 2016, los demócratas pusieron el foco en el gobierno de Donald Trump y en la salud para la estrategia de 2018. Los líderes demócratas, como el expresidente Barack Obama, argumentaron que una victoria del partido representaría "más responsabilidad para Washington", ya que traería un equilibrio a los poderes, ayudando a frenar las políticas republicanas y de Trump. El partido buscó movilizar a mujeres, jóvenes, negros y latinos, grupos vistos como pro-demócratas. Para 2018, el 41 por ciento de los ganadores primarios demócratas en todo el país eran mujeres, un número históricamente alto; de los 435 candidatos nominados por el partido al Congreso, 197 eran mujeres. Dado el difícil escenario para los demócratas en la carrera por el Senado, el partido priorizó recuperar la Cámara de Representantes. Gran parte de los distritos dirigidos por los demócratas en el poder republicano se ubicaron en los suburbios, donde la aprobación de Trump se mantuvo baja.

## Elecciones federales

### Cámara de Representantes
Los ciudadanos en condiciones de votar de los diversos distritos congresionales eligieron a los 435 escaños de la Cámara de Representantes . Además, se celebraron elecciones para elegir delegados sin derecho a voto para el distrito de Columbia y los territorios de Estados Unidos. A excepción del comisionado residente de Puerto Rico, cuyo mandato es de cuatro años. El número de congresistas republicanos que decidieron no postularse para la reelección o incluso renunciar antes del final de la sesión legislativa fue mucho mayor que en cualquier año desde 2006, cuando los republicanos perdieron el control de la Cámara. La mayoría de estos congresistas tenían perspectivas difíciles si eran candidatos en 2018. Entre los demócratas, el número de representantes que dejaban sus cargos seguía los estándares anteriores. El número desproporcionado de pensiones republicanas puede haber dañado las perspectivas del partido, debido a la pérdida de ventaja que a menudo tienen los ocupantes de los puestos.
| Partidos    | Representantes | Representantes | Representantes | Representantes | Votos       | Votos | Votos  |
| Partidos    | 2016           | 2018           | +/-            | %              | Votos       | %     | Cambio |
| ----------- | -------------- | -------------- | -------------- | -------------- | ----------- | ----- | ------ |
| Demócrata   | 194            | 235            | 41             | 54,0%          | 60.572.245  | 53,4% |        |
| Republicano | 241            | 199            | 42             | 45,7%          | 50.861.970  | 44,8% |        |
| Total       | 435            | 434            | 0              | 99,7%          | 113,412,989 | 98.2% | -      |

### Senado
Un tercio de los escaños en el Senado de los Estados Unidos (33) se presentaron, así como dos en elecciones especiales. De estos, 24 fueron ocupados por demócratas, nueve por republicanos (tres de los cuales decidieron no postularse para la reelección) y dos independientes, que generalmente son parte del grupo demócrata. Según Five ThirtyEight, en 2018, los demócratas enfrentaron el mapa del Senado más desfavorable que cualquier partido haya enfrentado en alguna elección. De los 24 senadores demócratas que se postulan para la reelección, diez eran de estados donde Trump ganó en 2016, mientras que uno era de un estado derrotado por Clinton. En Virginia Occidental, el senador demócrata Joe Manchin se postuló para la reelección en un estado que Trump ganó en un 68-26%, mientras que la demócrata de Dakota del Norte Heidi Heitkamp defendió su mandato en un estado que también le dio a Trump más de 60% de los votos.
Entre las elecciones al Senado, el candidato presidencial republicano 2012 Mitt Romney se postuló para Utah, la senadora interina más antigua (85) Dianne Feinstein se postuló para la reelección en California y Texas, la elección entre Beto O'Rourke y Ted Cruz fue excepcional feroz, en contraste con las otras elecciones recientes en el estado donde los republicanos ganaron fácilmente.
| Partidos      | Senadores | Senadores | Senadores | Senadores | Votos      | Votos | Votos  |
| Partidos      | 2016      | 2018      | +/-       | %         | Votos      | %     | Cambio |
| ------------- | --------- | --------- | --------- | --------- | ---------- | ----- | ------ |
| Republicano   | 51        | 53        | 2         | 53,0%     | 34.687.875 | 38,7% |        |
| Demócrata     | 47        | 45        | 2         | 45,0%     | 52.224.867 | 58,2% |        |
| Independiente | 2         | 2         | 0         | 2%        | 808.370    | 0,9%  |        |
| Total         | 100       | 100       | 0         | 100,0%    | 87.721.112 | 97,8% | -      |

## Elecciones estatales
Las elecciones estatales de 2018 tendrán un impacto en la redistribución de distritos después del censo de EE. UU. 2020, ya que muchos estados requieren que los gobernadores y legisladores estatales elaboren nuevos mapas para la Cámara de Representantes y las legislaturas estatales.

### Gobiernos
Las elecciones a los gobiernos estaduales consideradas más disputadas, tanto por los partidos como por analistas, ocurrieron en Nevada, Georgia, Kansas, Wisconsin, Ohio, Dakota del Sur, Iowa, Oregon, Florida, Maine, Nuevo México, Connecticut y Alaska. Los demócratas lideraron con relativa holgura en los populosos estados de California, Illinois, Nueva York y Pensilvania. Los gobernadores Scott Walker (Wisconsin) y Andrew Cuomo (Nueva York) concursaron a un tercer mandato. En Illinois, los candidatos demócrata y republicano establecieron la elección para un gobierno provincial más cara de la historia de los EUA, con más de 280 millones de dólares recaudados, en parte por los propios candidatos, ambos millonarios.

### Referéndums
Fueron votados 134 referéndums en 34 estados. Las votaciones incluyeron muchas iniciativas sobre las reformas del redistritamiento y derechos al voto, marihuana, salud e impuestos. Como resultados de los referéndums, Colorado y Michigan establecieron comisiones independientes de redistritamiento, mientras Nebraska, Utah y Idaho expandieron el acceso al Medicaid. En Florida, los electores aprobaron la Enmienda 4, que restauró los derechos al voto para algunos criminales que cumplieron sus sentencias.